# Siglitzberg
Siglitzberg ist ein Gemeindeteil der Gemeinde Kirchensittenbach im Landkreis Nürnberger Land (Mittelfranken, Bayern). Siglitzberg liegt in der Gemarkung Treuf.

## Geographie
Die Einöde liegt am Schnittpunkt der Gemeindegrenzen von Kirchensittenbach, Vorra und Hartenstein. Er besteht aus zwei Wohngebäuden und ist von Feldern, Wäldern und Wiesen umgeben. Im Norden liegen die Griesmühle und Siglitzhof, im Westen der Fuchsbühl (508 m), der Rainberg (499 m) und Artelshofen. Im Süden befinden sich der Langenstein (554 m) und Alfalter, im Osten der Tiefenberg (579 m) und Algersdorf.

## Geschichte
1808 wurde die Ruralgemeinde Enzendorf aus Enzendorf, Harnbach, Griesmühle und Siglitzberg gebildet. 1824 wurde Siglitzberg in die Gemeinde Treuf umgegliedert. Bei der Auflösung der Gemeinde Treuf am 1. Januar 1972 kam Siglitzberg zu Kirchensittenbach.